# پیلسویل (مریلند)
پیلسویل (به انگلیسی: Pylesville) شهری در ایالت مریلند کشور ایالات متحده آمریکا است که جمعیت آن در سرشماری سال ۲۰۱۰ میلادی، ۶۹۳ نفر بوده‌است.